# Scotophilus nigrita
Scotophilus nigrita — вид ссавців родини лиликових.

## Проживання, поведінка
Країни поширення: Демократична Республіка Конго, Кот-д'Івуар, Гана, Кенія, Малаві, Мозамбік, Нігерія, Сенегал, Судан, Танзанія, Того, Уганда, Зімбабве. Цей вид був записаний з різних місць проживання, від низинних вологих тропічних лісів до вологих і сухих саван. Тварини були знайдені сплячими в будинках і в порожнистих мертвих пальмах.

## Загрози та охорона
Цей вид знаходиться під загрозою перетворення його місць проживання в землі сільськогосподарського використання в частинах ареалу. Поки не відомо, чи вид присутній в котрійсь з охоронних територій.